# Garde Républicaine

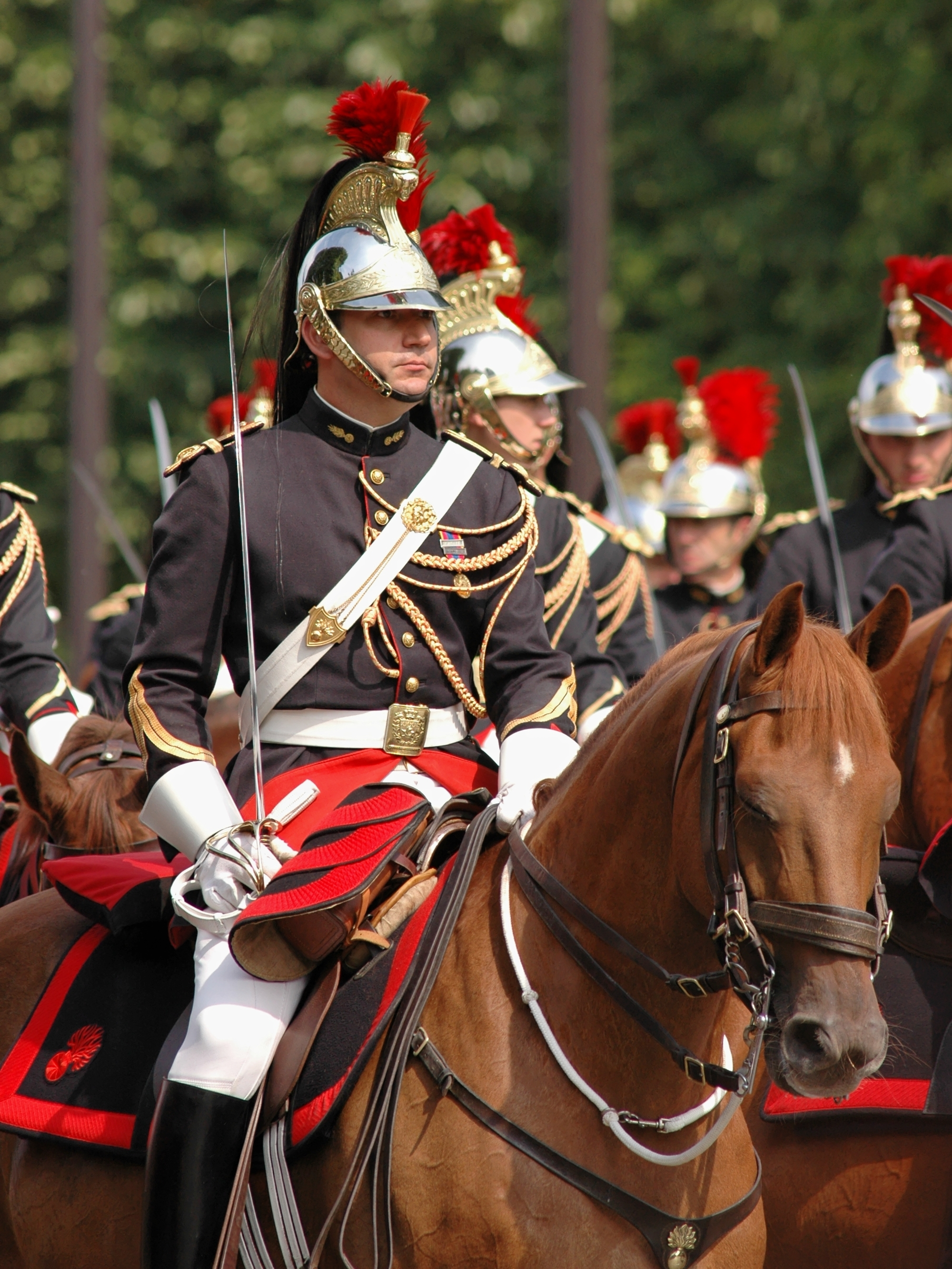
Beriden paradtrupp från Garde Républicaine

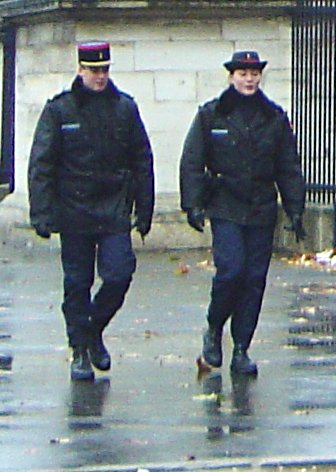
Republikanska gardet patrullerar utanför Nationalförsamlingen

Garde Républicaine är ett franskt gardesförband tillhörigt det franska gendarmeriet. Det är det enda franska gardesförbandet och har till uppgift att genomföra objekts- och personskydd för den franska statsledningen. Det fungerar även som ceremoniförband vid statsceremonier. Förbandet kan också, efter beslut av försvarsministern, medverka till att upprätthålla allmän ordning och säkerhet i Parisområdet. Ytterligare uppgifter omfattar beriden spaning, uppvisningstrupp på motorcykel och deltagande i den franska polisens public relationsverksamhet.

## Organisation

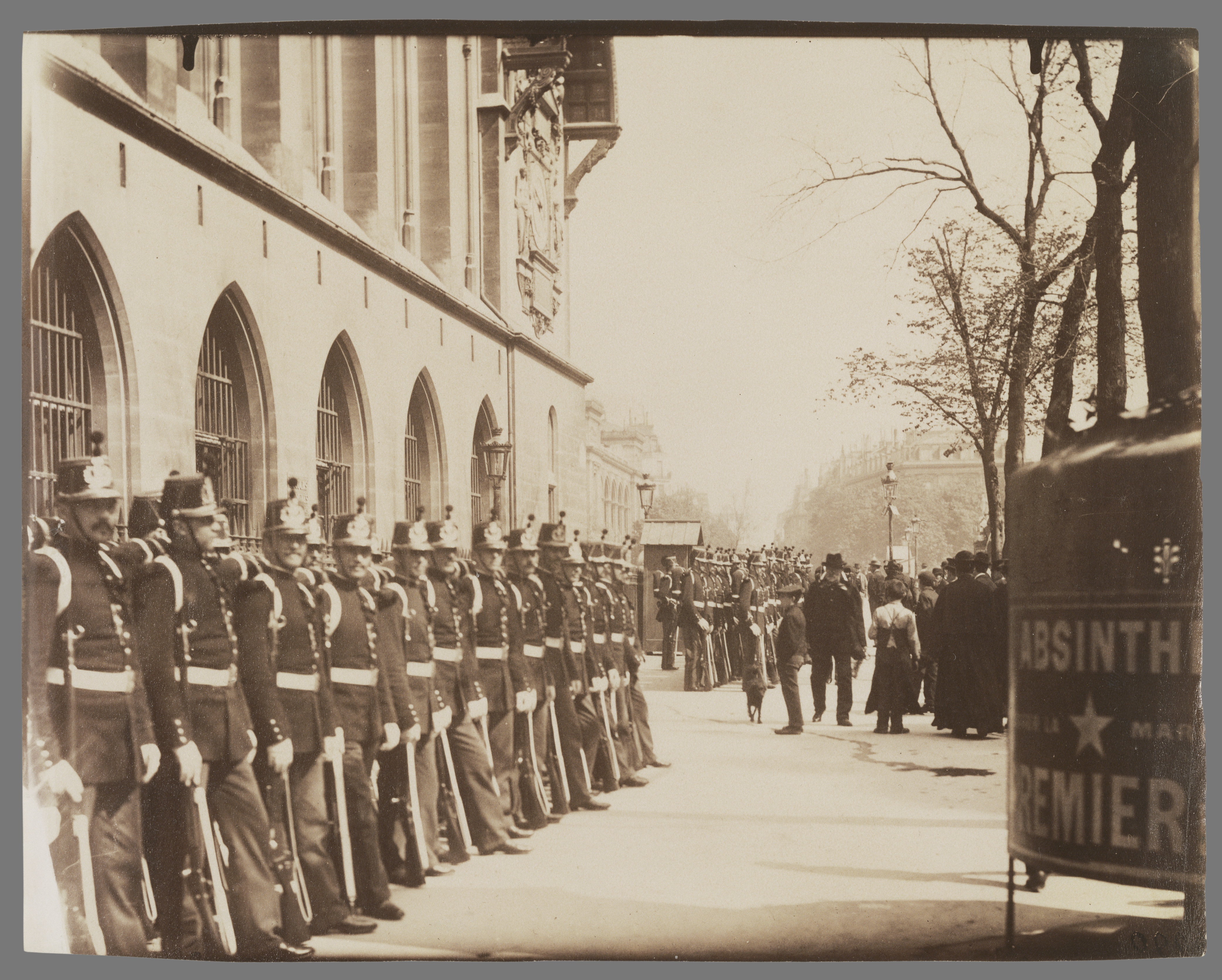

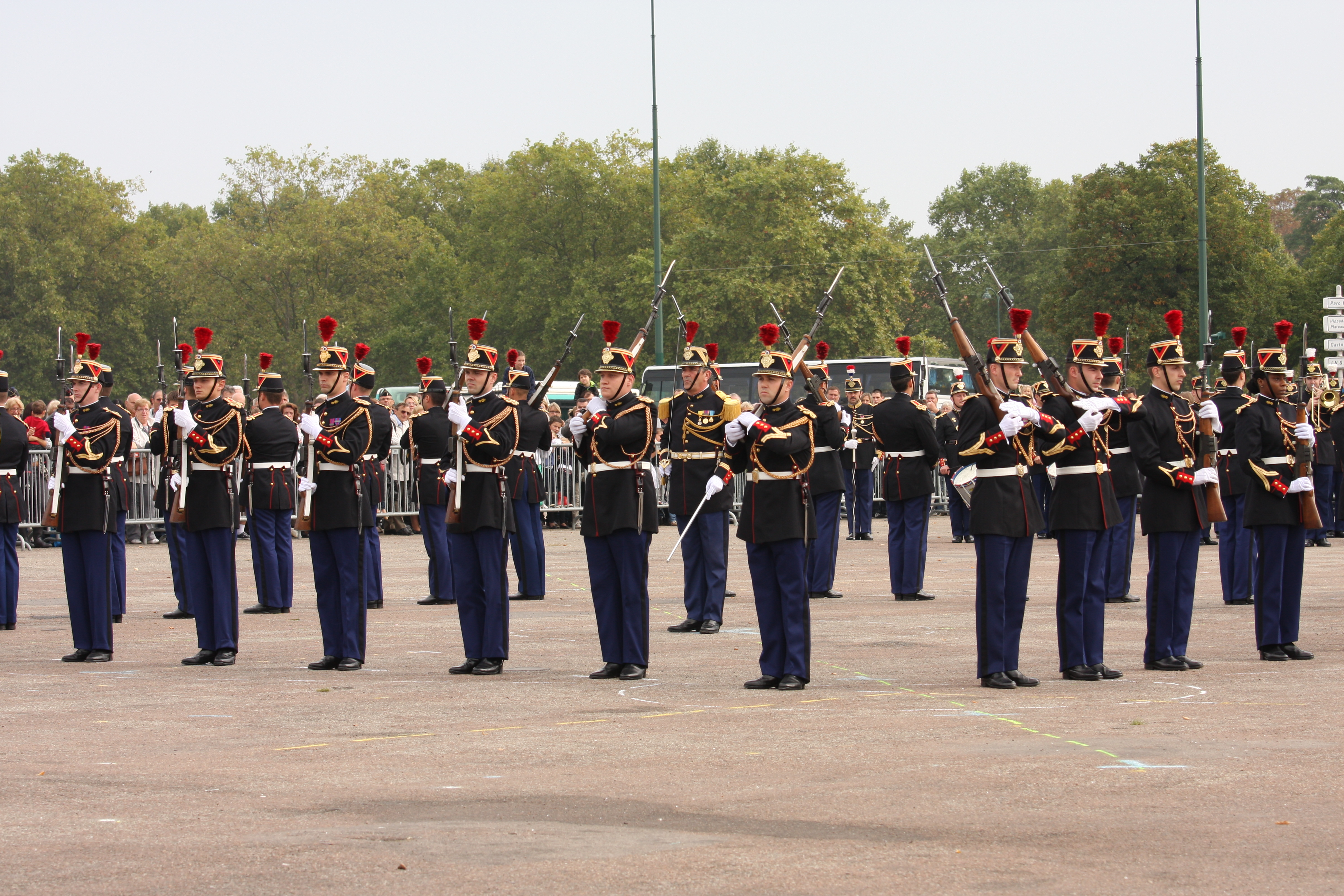

Chefen för gardet är en general i gendarmeriet. Under honom och hans stabsorgan finns följande förband.
1er régiment d'infanterie de la garde républicaine
Regementet ansvarar för den inre säkerheten vid presidentens residens, samt fungerar som ceremoniförband. Det har en personalstyrka om 920 gardister.
- Tre bevaknings- och ceremonikompanier
- Ett personskyddskompani för republikens president
- En motorcykelskvadron
- Gardesmusikkåren

2ème régiment d’infanterie de la garde républicaine
Regementet ansvarar för objektsskyddet av det franska parlamentet och regeringsbyggnaderna, samt fungerar som ceremoniförband. Det har 1 300 gardister.
- Fyra bevaknings- och ceremonikompanier
- Två kompanier för bevakning av parlament och regeringsbyggnader

Le régiment de cavalerie de la garde républicaine
Detta regemente är den franska försvarsmaktens sista beridna förband. Den fungerar som säkerhets- och objektsskydds- samt beridet ceremoniförband. Det deltar även i beriden ordningshållning och spaning.
- En depåskvadron
- Tre beridna skvadroner om vardera tre officerare och 120 gardister.

Till det republikanska gardet hör även.
- Orchestre de la Garde Républicaine, det republikanska gardets symfoniorkester, med 120 musiker.
- Choeur de l'Armée française, den franska försvarsmaktens kör, med 64 körmedlemmar.